# Maurice Wilkins
Maurice Hugh Frederick Wilkins (Pongaroa, 15 dicembre 1916 – Londra, 5 ottobre 2004) è stato un fisico e biologo neozelandese naturalizzato britannico, premio Nobel per la medicina nel 1962, insieme a Francis Crick e James Watson, per le scoperte riguardo alla struttura molecolare degli acidi nucleici.
I suoi studi hanno contribuito a comprendere la fosforescenza, la separazione degli isotopi, la microscopia ottica e la diffrazione dei raggi X, e a sviluppare il radar. È meglio conosciuto per i suoi lavori al King’s College, Londra sulla struttura del DNA i quali ricadono in tre fasi distinte. La prima fu nel 1948-50 dove i suoi studi iniziali produssero la prima immagine ai raggi X chiara del DNA, che ha presentato ad una conferenza a Napoli nel 1951 tenuta da James Watson. Durante la seconda fase del suo lavoro (1951-52) produsse chiare immagini a “forma di B e X” dallo sperma di calamaro, immagini che inviò a James Watson e Francis Crick,  facendo scrivere così a Watson “Wilkins… ha ottenuto fotografie a diffrazione di raggi X davvero eccellenti” [parlando del DNA].
Nel 1953, la collaboratrice di Wilkins Rosalind Franklin chiese a Raymond Gosling di consegnare immagini d'alta qualità della forma “B” di DNA, che lei aveva fatto nel 1952 ma che aveva messo da parte, a Wilkins poiché lei era un’esperta cristallografa e non voleva condividere le sue informazioni. Wilkins imprudentemente le mostrò a Watson. Questa immagine, insieme alla conoscenza che Linus Pauling aveva proposto una struttura del DNA non corretta, spinse Watson e Crick a ricominciare la costruzione di modelli. Con informazioni addizionali dai resoconti delle ricerche di Wilkins e Franklin (ottenuti via Max Perutz), Watson e Crick descrissero correttamente la struttura a doppia elica del DNA nel 1953. Wilkins continuò a ricercare, verificando e facendo significanti correzioni al modello Watson-Crick, e a studiare la struttura dell'RNA.
Wilkins, Crick e Watson vennero premiati nel 1962 col Premio Nobel per la medicina, “per le loro scoperte riguardanti la struttura molecolare degli acidi nucleici e la loro importanza riguardo al trasferimento di informazioni in materiale vivente.”

## Biografia

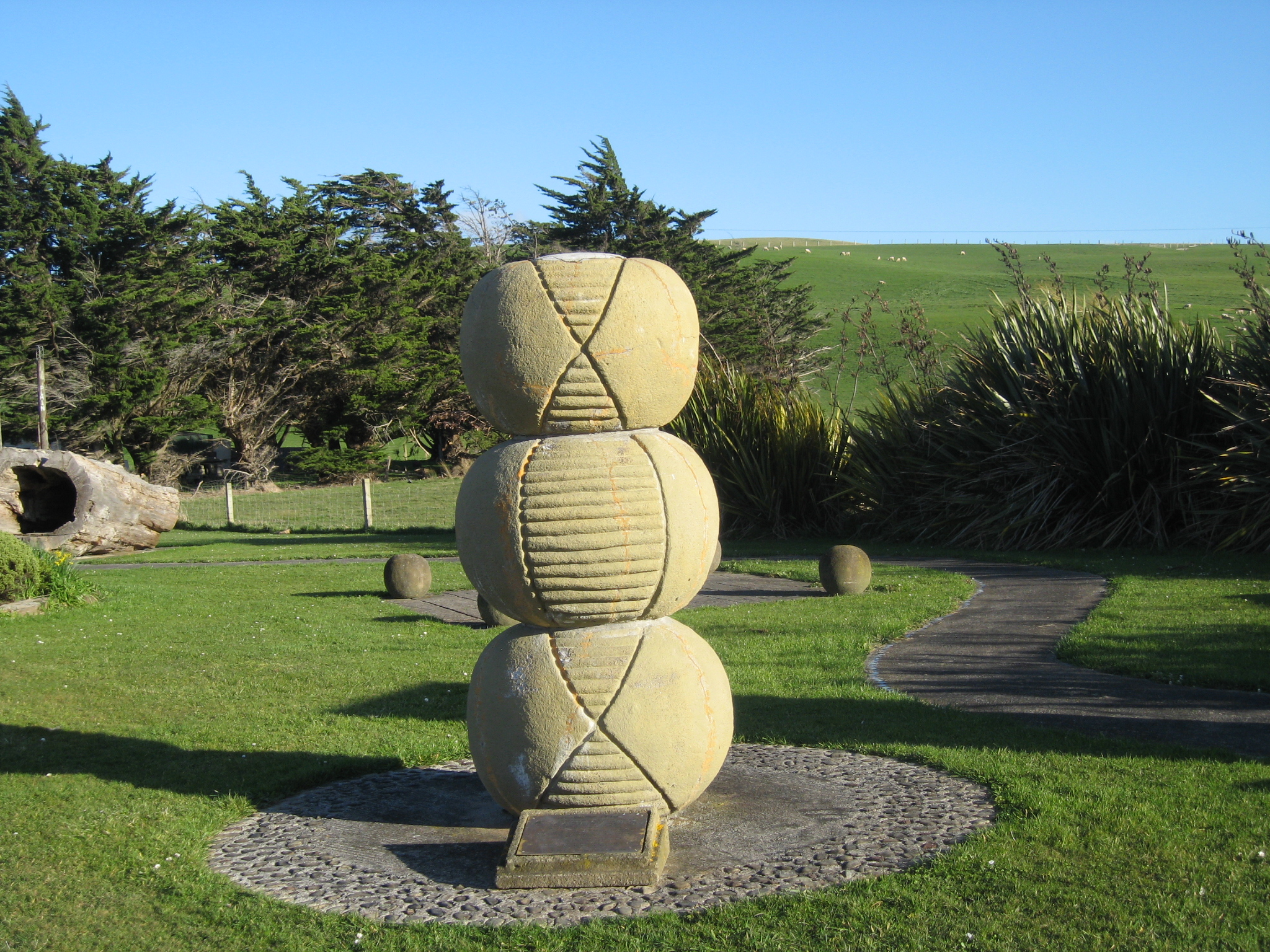
Monumento a Maurice Wilkins, Main Street, Pongaroa, Nuova Zelanda

Wilkins nacque a Pongaroa, nel nord Wairarapa, Nuova Zelanda dove suo padre, Edgar Henry Wilkins era un medico. La sua famiglia veniva da Dublino, dove i suoi nonni materni e paterni erano, rispettivamente, direttore della Dublin High School e capo della polizia. I Wilkins si trasferirono a Birmingham, Inghilterra quando Maurice aveva sei anni. Più tardi, frequentò il Wylde Green College e poi andò alla King Edward's School, Birmingham, dal 1929 al 1934.

### Carriera accademica
Durante la seconda guerra mondiale Wilkins creò a Birmingham schermi radar migliorati, poi lavorò sulla separazione degli isotopi nel Progetto Manhattan all'University of California, Berkeley (1944-45).
Nel frattempo, Randall venne assegnato alla cattedra di fisica all'University of St Andrews. Nel 1945, nominò Wilkins come assistente al proprio dipartimento. Randall stava negoziando con il Medical Research Council (MRC) per realizzare un laboratorio per applicare i metodi sperimentali fisici a problemi biologici. La combinazione di queste discipline nella biofisica fu un'idea nuova. L'MRC disse a Randall che questo si doveva fare in un'altra università. Nel 1946 Randal fu nominato professore di fisica di Wheatstone, in carica dell'intero dipartimento di fisica del King's College, Londra, con i fondi necessari a creare un'unità di biofisica. Portò Wilkins con sé, come dottore assistente all'unità. Crearono un gruppo di scienziati istruiti sia in scienze fisiche che biologiche.
La “filosofia gestionale” doveva esplorare l'uso di varie tecniche in parallelo, per trovare quali sembrassero più promettenti, per poi concentrarsi su quest'ultime. Wilkins, come scienziato con la più varia esperienza fisica e direttore assistente dell'unità, aveva una vista generale dei vari progetti insieme al coinvolgimento diretto nelle sue ricerche personali che includevano nuovi tipi di microscopia ottica. Il King's College ricevette fondi per costruire dipartimenti di fisica e ingegneria completamente nuovi dove le camere blindate sotto il piazzale del college erano state distrutte dai bombardamenti della Guerra. L'unità di biofisica, molti gruppi di fisici sperimentali e il gruppo teorico cominciarono a trasferircisi durante i primi mesi del 1952. I laboratori vennero aperti formalmente da Lord Cherwell il 27 giugno. L'articolo di Wilkins per la rivista Nature descriveva entrambi i dipartimenti, in accordo con il suo ruolo di leader e il prestigio del college.

### DNA – Fase Uno
Al King's College Wilkins si dedicò, insieme alle altre cose, a lavorare sulla diffrazione dei raggi X su sperma e DNA di montone ottenuto dalla ghiandola linfatica di un cucciolo dallo scienziato svizzero Rudolf Signer. Il DNA dal laboratorio di Signer era molto più intatto del DNA che era stato isolato in precedenza. Wilkins scoprì che era possibile produrre fili sottili da questa soluzione di DNA concentrato che conteneva file di DNA altamente ordinate adatte alla produzione di schemi di diffrazione a raggi X. Usando un gruppo accuratamente arrotolato di questi fili di DNA tenendoli ben idratati, Wilkins e un diplomato Raymond Gosling ottennero fotografie ai raggi X del DNA le quali mostravano che la lunga, sottile molecola di DNA nel campione di Signer aveva una struttura regolare nei suoi fili, simili a un reticolo cristallino.
Gosling più tardi disse “Quando… Ho inizialmente visto quei discreti punti di diffrazione…emergere sulla pellicola di sviluppo fu veramente un momento eureka…realizzammo che se il DNA era il materiale genico noi avevamo appena mostrato che i geni possono cristallizzarsi!”Questo iniziale lavoro sulla diffrazione dei raggi X al King's College venne fatta nel Marzo/Giugno del 1950. Fu una delle foto di diffrazione dei raggi X fatta nel 1950, mostrata in un convegno a Napoli l'anno dopo, ad accendere l'interesse di James Watson nel DNA facendogli così scrivere “Ad un tratto ero appassionato alla chimica…..Ho cominciato a chiedermi se fosse possibile per me unirmi a Wilkins nel suo lavoro col DNA”. A quei tempi Wilkins introdusse anche Francis Crick all'importanza del DNA. Crick gli consigliò di lavorare sulle proteine, dicendogli “Ciò che devi fare è trovarti una buona proteina”. Wilkins sapeva che esperimenti appropriati sui fili di DNA purificato avrebbero richiesto degli strumenti per i raggi X migliori. Wilkins ordinò un nuovo tubo per raggi X e una nuova microcamera. Suggerì inoltre a Randall che l'appena assunta Rosalind Franklin sarebbe dovuta essere assegnata al lavoro sulle proteine.
Per l'estate del 1950 Randall aveva concordato una borsa di studio di tre anni che avrebbe finanziato Rosalind Franklin nel suo laboratorio. Franklin ritardò a finire il suo lavoro a Parigi. Alla fine del 1950, Randall scrisse a Franklin che piuttosto che lavorare sulle proteine si sarebbe dovuta avvantaggiare sul lavoro preliminare di Wilkins e che avrebbe dovuto fare studi coi raggi X sulle fibre di DNA fatte dai campioni dati da Signer.

### Rosalind Franklin arriva al King's
All'inizio del 1951 finalmente arriva Franklin. Wilkins era in vacanza e perse l'incontro iniziale nel quale Raymond Gosling presenziò per lui assieme a Alex Strokes il quale, come Crick, avrebbe risolto la matematica basilare che rendesse possibile una teoria generale di come le strutture elicoidali diffraggono i raggi X. Nessun lavoro sul DNA venne svolto nel laboratorio per molti mesi; il nuovo tubo per raggi X rimaneva inutilizzato ad aspettare Franklin. Franklin finì col DNA dato da Signer, Gosling divenne suo studente e lei ebbe la sensazione che lo studio della diffrazione dei raggi X del DNA fosse la sua strada. Wilkins tornò al laboratorio aspettandosi di avere Franklin come collaboratrice per lo studio sul DNA che aveva iniziato.
La confusione riguardante i ruoli di Wilkins e Franklin in relazione al lavoro sul DNA (che successivamente evolse in una tensione considerevole tra i due) è chiaramente attribuibile a Randall. Nella sua lettera d'assunzione disse a Franklin “fino a quando lo studio dei raggi X [sul DNA] è preso in causa, ci sarete solo tu e Gosling". Comunque, Randall non ha mai informato Wilkins della sua decisione di dare a Franklin piena responsabilità del lavoro sul DNA e Wilkins venne a conoscenza della lettera anni dopo la morte di Franklin. Più tardi scrisse “La mia opinione è molto chiara: Randall sbagliò decisamente a scrivere a Rosalind dicendole che io e Strokes volevamo fermare il nostro lavoro sul DNA, senza consultarci. Dopo che io e Raymond [Gosling] ottenemmo un chiaro schema cristallino di raggi X, io ero molto voglioso di continuare quel lavoro… Cercare di capire ‘cosa è successo davvero’ quando un ammirevole scienziato [Randall] modella se stesso su Napoleone non è semplice... [ma la lettera] ha recato molto danno a me e a lei".

### DNA - Fase Due
Per il novembre del 1951 Wilkins aveva le prove che sia il DNA in celle che il DNA purificato avevano una struttura elicoidale. Alex Strokes aveva risolto la matematica base della teoria della diffrazione elicoidale e pensò che i dati della diffrazione dei raggi X di Wilkins indicassero la struttura elicoidale del DNA. Wilkins si incontrò con Watson e Crick e disse loro i suoi risultati. Le informazioni di Wilkins, assieme a informazioni aggiuntive apprese da Watson quando udì Franklin parlare delle sue ricerche durante un incontro di ricerca al King's College, stimolò Watson e Crick a creare il loro primo modello molecolare del DNA, un modello con una spina dorsale di fosfati al centro. Avendo visto il modello della struttura proposta, Franklin disse a Watson e Crick che era sbagliato. Franklin si basò su due osservazioni. In primis, esperimenti di J.M.Gulland mostravano che i gruppi di CO- e HN2 delle basi non potevano essere titolati, e quindi erano probabilmente inaccessibili. In secondo luogo, prove cristallografiche mostravano che le unità strutturali del DNA venivano progressivamente separate con l'aggiunta di acqua, portando alla formazione di un gel e poi di una soluzione. Franklin credeva che la spiegazione più semplice di ciò era che le parti idrofile fossero all'esterno. Crick cercò di convincere Wilkins a continuare con altri modelli molecolari, ma Wilkins non prese questo approccio.
All'inizio del 1952 Wilkins cominciò una serie di esperimenti sullo sperma di seppia i quali furono molto incoraggianti. “Ho…trovato schemi molto più chiari dell'anno scorso…..quando ho incontrato Bragg per caso gli ho mostrato lo schema [il quale] offriva chiara evidenza della struttura elicoidale del DNA….il sottile schema dello sperma era molto ispirante, e aveva l'interesse particolare che lo sperma sia composto da esseri viventi e non siano solo DNA purificato estratto dagli scienziati da esseri viventi”. Wilkins era particolarmente interessato a vedere se degli esemplari vivi potessero cedere schemi significativi di diffrazione di raggi X- i suoi risultati dimostrarono che potevano.
Nel 1952, Franklin si rifiutò di partecipare al modellamento molecolare e continuò a lavorare su dettagliate analisi della diffrazione dei raggi X passo dopo passo. Per la primavera del 1952, Franklin ricevette il permesso da Randall di chiedere di trasferire la sua borsa di studio così che potesse lasciare il King's College per lavorare al laboratorio di J. D. Bernal al Birkbeck College, anch'esso a Londra. Franklin rimase al King's College fino a metà marzo del 1953.
Linus Pauling pubblicò e propose una struttura del DNA non corretta, facendo lo stesso errore che Watson e Crick avevano fatto l'anno prima. Alcune delle persone che lavoravano sul DNA nel Regno Unito avevano paura che Pauling avrebbe risolto velocemente la struttura del DNA una volta riconosciuto il suo errore e messa la spina dorsale di catene di nucleotidi all'esterno del modello. Dopo il marzo del 1952 Franklin si concentrò sui dati dei raggi X per la forma A del DNA meno idratato mentre Wilkins cercò di lavorare alla forma B idratata. Wilkins era svantaggiato poiché Franklin aveva tutto il DNA buono. Wilkins si procurò nuovi campioni di DNA, ma non erano buoni come il campione originale del 1950 il quale Franklin continuava ad usare. Molti dei risultati di Wilkins erano per campioni biologici come sperma, poiché anch'esso suggeriva una struttura elicoidale del DNA. Nel luglio del 1952 Franklin riportò a lui e a Strokes che i suoi nuovi risultati le facevano dubitare la natura elicoidale della forma A.
Agli inizi del 1953 Watson visitò il King's College e Wilkins gli mostrò un'immagine d'alta qualità dello schema della diffrazione dei raggi X nella forma B del DNA che Franklin aveva prodotto nel marzo del 1952. Sapendo che Pauling stava lavorando sul DNA e aveva mandato un modello di DNA per la pubblicazione, Watson e Crick si sforzarono ulteriormente per dedurre la struttura del DNA. Grazie a Max Perutz, il suo supervisore per la tesi, Crick ebbe accesso ad un resoconto dal King's College che includeva utili informazioni di Franklin a proposito delle proprietà del DNA che aveva dedotto dai dati delle sue diffrazioni di raggi X. Watson e Crick pubblicarono la loro proposta di DNA a doppia elica in un articolo pubblicato su “Nature” nell'Aprile del 1953. In questo articolo Watson e Crick riconoscono che sono stati “stimolati dalle…. idee e dai risultati non pubblicati” di Wilkins e Franklin.
Il primo articolo Watson-Crick apparve sulla rivista Nature il 25 aprile 1953. I membri dei laboratori di Cambridge e del King's College si accordarono per scrivere il loro lavoro intrecciato in tre articoli in impaginazione continua su “Nature”.

Sir Lawrence Bragg, il direttore del Cavendish Laboratory, dove Watson e Crick lavoravano, tenne un discorso alla Guy's Hospital Medical School a Londra giovedì 14 maggio 1953 il quale risultò in un articolo di Ritchie Calder nel “News Chronicle” di Londra, venerdì 15 maggio 1953, intitolato “Perché tu sei tu. Più vicini al segreto della vita.” La notizia raggiunse lettori del “The New York Times” il giorno dopo; Victor K. McElheny, ricercando per la sua biografia di Watson, “Watson and DNA: Making a Scientific Revolution”, trovo un ritagli di sei paragrafi del “New York Times”, articolo scritto da Londra e datato 16 maggio 1953 con il titolo “forme di ‘unità vitali’ nella cellula esaminate.” L'articolo andò in una edizione anticipata e fu quindi ridotta per far spazio a notizie ritenute più importanti. (Successivamente il “New York Times” gli dedicò un articolo più lungo il 12 giugno 1953). Anche il giornale della Cambridge University “Varsity” gli dedicò un articolo sabato 30 maggio 1953. L'annuncio originale di Bragg alla conferenza di Solvay sulle proteine in Belgio l'8 aprile 1953 non fu riportato dalla stampa.
Wilkins più tardi guidò un team per fare una serie di meticolosi esperimenti per stabilire il modello a doppia elica più rigorosamente.

## Vita privata
Wilkins sposò una studentessa d'arte, Ruth, quando era a Berkeley, ed ebbero un figlio. Si sposò poi con la sua seconda moglie, Patricia Ann Chidgey nel 1959. Ebbero quattro figli, Sarah, George, Emily e William. Pubblicò la sua autobiografia, “Il terzo uomo della doppia elica”, nel 2003.
Nell'anno prima della Seconda Guerra Mondiale, era un attivista anti-guerra, e si unì al Cambridge Scientists Anti-War Group. Si unì anche al partito comunista britannico, fino all'invasione della Polonia da parte dei sovietici nel settembre del 1939. Documenti classificati dei servizi di sicurezza britannici rivelano che Wilkins è stato sospettato di aver rivelato segreti atomici. I documenti, rilasciati nell'agosto del 2010, indicano che la sorveglianza di Wilkins finì nel 1953. "Dopo la guerra mi chiesi cosa potessi fare, poiché ero davvero disgustato dal rilascio di due bombe su dei centri civili del Giappone,” dice al programma radiofonico britannico “Encounter” nel 1999.

## Riconoscimenti
Nel 1960 gli è stato conferito l'Albert Lasker Award dalla American Public Health Association, e nel 1962 è stato fatto Commendatore dell'Ordine dell'Impero Britannico. Inoltre, sempre nel 1962 ha condiviso il premio Nobel per la medicina con Watson e Crick per la scoperta della struttura del DNA.
Nel 1969 Wilkins divenne presidente fondatore della British Society for Social Responsibility in Science.
Nel 2000, il King's College aprì il “Franklin-Wilkins Building”, in onore del lavoro della Dr.ssa Franklin e del professor Wilkins al college.
Le parole sulla scultura del DNA (donata da James Watson) fuori nella Thirkill Court del Clare College, Cambridge sono
a) alla base:
i) "Questi fili si srotolano durante la riproduzione cellulare. I geni sono codificati in sequenze di basi.”
ii) "Il modello a doppia elica è stato supportato dal lavoro di Rosalind Franklin e Maurice Wilkins."
b) sulle eliche:
i) "La struttura del DNA è stata scoperta nel 1953 da Francis Crick e James Watson mentre Watson viveva qui al Clare."
ii) "La molecola di DNA a due fili elicoidali che sono uniti da paia di basi Adenina-Timina o Guanina-Citosina."
Lanciato nel 2002 come il Centre for Molecular Biodiscovery all'università di Auckland, nel 2006 fu rinominato come Maurice Wilkins Centre.